# Время колокольчиков
«Вре́мя колоко́льчиков» — стихотворение и песня Александра Башлачёва, ставшее одним из символов, своего рода визитной карточкой русской рок-поэзии 1980-х годов и самого Башлачёва.

## История
Была впервые исполнена на людях в 1984 году, в Череповце, в гостях у Леонида Парфёнова, где также присутствовал Артемий Троицкий. Как писал последний, она стала первым прорывом русского рока «в буйный, языческий простор русской образности». В этой песне звучит русская удаль в едином целом с народным плачем. Вошла в одноимённый магнитоальбом, записанный в январе 1986 года в домашней студии Александра Агеева. Песни этой записи вошли в изданный в 1989 году фирмой «Мелодия» диск-гигант «Время колокольчиков».
В этой песне выпускник журфака УрГУ и самобытный поэт Александр Башлачёв, которого вполне могла ожидать известность на чисто литературном поприще, говорит о той энергетике, «искрах электричества», что привела его именно в русский рок (а не, к примеру, в движение бардов, клубы самодеятельной песни).

### Последняя редакция
В 1988 году текст песни претерпел некоторое изменение. Если в раннем варианте последние строки звучат как:
Рок-н-ролл — славное язычество.

Я люблю время колокольчиков.
То в более позднем варианте меняется первое слово предпоследней строчки:
Свистопляс — славное язычество.
Это один из примеров вариативности текста, характерной как для Башлачёва, так и для Владимира Высоцкого. Её можно рассматривать как ещё один шаг, приближающий поэта к его фольклорным корням, однако Илья Смирнов пишет об этой редакции как о констатации смерти классического русского рока (впрочем, замечая, что под влиянием творчества Башлачёва тот обретает «второе дыхание»).

## Символика
Основной символ песни — «колокольчик под дугой» — ассоциируется с дорогой и движением, а у Башлачёва — ещё и с сердцем музыканта, звенящим «под рубашкою», противопоставляется «сбитым и расколотым» колоколам, традиционно символизирующим общий «глас народа» или даже «глас Божий», величие, спокойствие и стабильность.
Если нам не отлили колокол,
Значит, здесь — время колокольчиков.
Образ звона колокольчиков является продолжением русской фольклорной и литературной традиции. Здесь стоит выделить стихотворение А. К. Толстого «Колокольчики мои», фрагмент которого известен в виде одноимённого романса. В «грозном смехе русских колокольчиков» Башлачёва звучит та же патриотическая удаль, что и в стихах А. К. Толстого (впрочем, полностью потерянная в романсе, в который вошли только три первых и последнее восьмистишье). Вместе с тем у Башлачёва звон бубенцов, отражаясь в «звоне сердца», обретает совершенно новое звучание.
Башлачёв и сам носил на шее на фенечке три маленьких колокольчика. Колокольчики, надевавшиеся Башлачёвым, когда он исполнял свои песни под гитару, слышатся на большинстве его записей.
Пока пою, пока дышу, любви меняю кольца,
Я на груди своей ношу три звонких колокольца.
Они ведут меня вперед и ведают дорожку.
Сработал их под Новый Год знакомый мастер Прошка.А. Башлачёв. «Случай в Сибири»
В его творчестве образ колокольчиков, бубенчиков, колокольного звона является повторяющимся, сквозным мотивом. Так, слияние-противопоставление символов колокола и колокольчика получило своеобразное отражение в первых строчках башлачёвской «Зимней сказки», пародирующих романс А. Гурилёва и И. Макарова: «Однозвучно звучит колокольчик Спасской башни Кремля» — такое абсурдное по своей сути снижение одного из традиционных символов российской государственности — часть общей картины нарисованной там «ставшей былью» страшной сказки.
Во «Времени колокольчиков» тоже хватает образов неприглядной действительности, таких как некованые лошади, немазаные колёса и разбитые дороги. Но, вопреки этому, общий настрой песни оптимистичен, что, в числе прочего, позволило ей претендовать на звание гимна русского рока (наряду с такими песнями как «Мы вместе» К. Кинчева или «Хочу перемен!» В. Цоя).
Важная особенность текста «Времени колокольчиков» состоит в том, что он написан от лица общности, «мы», единственное «я» встречается тут в последней строчке. Такая «редукция „я“» лирического героя в сочетании с его ярко выраженной индивидуальностью может быть рассмотрена как признак близости творчества Башлачёва к русскому фольклору, его «фразеологизации». Это «мы» включает и автора песни, и его слушателей: делает их единой художественно-энергетической силой, в которой есть место каждому.

## Музыка и исполнение
20 ноября 1988 года концерт памяти Башлачёва во Дворце спорта «Лужники» завершился игрой записи песни «Время колокольчиков», включённой во время выступления группы «Кино».
Мурманский музыкант Дмитрий Левитес, руководитель группы «Клюп Студия», увидев текст песни в журнале «Аврора», и ничего не зная об авторе, записал собственный вариант песни и лишь потом услышал авторское исполнение. О музыке Башлачёва к этой песне он говорит: что «там главное не мелодия», а авторская подача, которую он охарактеризовал, как «рок-н-ролл в чистом виде». Доцент филфака МГПУ Александр Пашков описал эту «авторскую подачу», как сочетание «нечеловеческой энергетики», «пронзительной искренности» и «фантастической манеры исполнения».
Для трибьют-проекта «Серебро и слёзы» памяти А. Башлачёва, организованного Дмитрием Ревякиным и записанного в 2013 году, эту песню исполнила группа «Калинов мост».

## Влияние
Илья Смирнов назвал первую из своих книг, посвящённую истории рок-музыки в СССР — «Время Колокольчиков — жизнь и смерть русского рока», перенеся название песни Башлачёва на целый период в истории рок-культуры России, который он характеризует такими качествами, как «драматизм мировосприятия, сознательная … дисгармоничность …, принципиальное отсутствие чувства меры, мятежность и нонконформизм».
В единственном опубликованном в феврале 1988 года некрологе на гибель Башлачёва, в «Рекламно-информационном обозрении», написано: «Когда-то Арсений Тарковский <…> заметил: гений приходит в мир не для того, чтобы открыть новую эпоху, а для того, чтобы закрыть старую. Досказать то, что не смогли досказать другие, подвести итог и поставить точку. СашБаш закрыл собою время колокольчиков».
Илья Смирнов считает, что хотя русский рок, как движение, и закончился со смертью Башлачёва, влияние последнего заставило вспомнить об истинном предназначении человека искусства таких русских рок-музыкантов, как Борис Гребенщиков, Юрий Шевчук, Константин Кинчев. Прямой наследницей Башлачёва он называет прожившую столь же короткую жизнь Янку Дягилеву.